# Svemirski trgovci
Svemirski trgovci (naslov originala: The Space Merchants) je znanstvenofantastični roman koji su 1952. napisali Frederik Pohl i Cyril M. Kornbluth. Prvotno je kao serijal pod naslovom Gravy Planet  bio objavljen u časopisu Galaxy Science Fiction, a zatim je 1953. po prvi put objavljen u jednom svesku. Roman se na satiričan način, kroz oči jednog reklamnog direktora, bavi pretjerano razvijenim konzumerizmom. Nekoliko godina kasnije napisan je i nastavak pod naslovom Trgovački rat (The Merchant's War).

## Radnja
U krajnje prenapučenom svijetu tvrtke su preuzele ulogu država i sada je sva vlast u njihovim rukama. Države postoje jedino kako bi osigurale opstanak ogromnih transnacionalnih korporacija. Oglašavanje je postalo izrazito agresivno i daleko najisplativije zanimanje. Javnost se reklamama trajno drži u zabludi da se kvaliteta života poboljšava pomoću proizvoda koji se plasiraju na tržište. Međutim, vlada nestašica najosnovnijih namirnica, uključujući vodu i gorivo. Upravo je uspješno poslana ekspedicija na planet Veneru i ocijenjeno je da je pogodan za nastanjivanje, unatoč njegovoj negostoljubivoj površini i klimi. Kolonisti će generacijama morati trpjeti oštru klimu dok se ne izvrši teraformiranje planeta.
Protagonist romana, Mitch Courtenay, je vrhunski redaktor tekstova u reklamnoj agenciji Fowler Schocken. Dobiva zadatak da vodi reklamnu kampanju koja će privući koloniste na Veneru. Međutim, događa se mnogo više od onoga što on zna. Uskoro to postaje priča o misterijima i spletkama, u kojoj mnogi od likova nisu onakvi kakvima se čine, a kako priča protječe Mitcheva lojalnost i stavovi se drastično mijenjaju.

## Izdanja na hrvatskom
- Svemirski trgovci, prijevod: Ivan Zorić, izdavači: Europapress Holding i Novi liber, Zagreb 2010 (ISBN 978-953-300-143-2).